# پیر فرانسوا سیناپی
پیر فرانسوا سیناپی (انگلیسی: Pierre-François Sinapi؛ زادهٔ ۲۴ مهٔ ۱۹۹۰) بازیکن فوتبال اهل فرانسه است.
از باشگاه‌هایی که در آن بازی کرده‌است می‌توان به باشگاه فوتبال آژاکسیو اشاره کرد.
وی همچنین در تیم ملی فوتبال Corsica بازی کرده‌است.